# Eltec
Die eltec ist eine Fachmesse für Elektro- und Energietechnik, die seit 1979 im zweijährlichen Turnus für Elektrofachleute aus Handwerk, Großhandel und Industrie in Nürnberg veranstaltet wird. Organisiert wird die Messe seit 2021 von der NürnbergMesse. In den Jahren zuvor wurde sie von der Gesellschaft für Handwerksmessen (GHM) organisiert.

## Ausstellungsbereiche
Die Messe bietet alle Produkt- und Dienstleistungsbereiche für die Themen Gebäudesystemtechnik, Lichttechnik, Energietechnik, Kommunikations- und Informationstechnik, dezentrale Energieerzeugung, Sicherheitssysteme, Mess- und Prüftechnik, Empfangstechnik, Elektrogeräte zur Festinstallation, Lager- und Montageausrüstung, elektrische Antriebstechnik, Industriesteuerungen.
Ein begleitendes Rahmenprogramm der Messe bietet Vorträge und Weiterbildungsmöglichkeiten:
- Das Forum Licht und Design stellt innovative Beleuchtungen, neue Entwicklungen der LED-Technik und intuitive Systeme in der Gebäudetechnik vor.
- Der eltec-Fachdialog bietet Informationen zu Energieeinsparverordnung, Elektro- und Dateninstallation sowie zur Sicherheitstechnik.
- Das E-Haus demonstriert vernetzte Gebäudetechnik in der Praxis.
- Im TechnoCamp kann sich der Nachwuchs im Elektrohandwerk mit den aktuellen Werkzeugen vertraut machen.

## Ideelle Träger und Kooperationspartner
Ideeller Träger der Messe ist der Landesinnungsverband für das Bayerische Elektrohandwerk in Zusammenarbeit mit dem Fachverband Installationsgeräte und -systeme im ZVEI und dem Landesverband Bayern des Elektro-Großhandels (VEG) sowie dem Wirtschaftsverband Bayerischer Handelsvertreter (CDH)